# Kendice
Kendice (em húngaro: Kende) é um município da Eslováquia, situado no distrito de Prešov, na região de Prešov. Tem 9,34 km² de área e sua população em 2018 foi estimada em 2014 habitantes.

## Demografia
| Ano:        | 1994 | 2004    | 2014    | 2024   |
| ----------- | ---- | ------- | ------- | ------ |
| Broj ljudi: | 1404 | 1672    | 1923    | 2082   |
| Razlika:    |      | +19,08% | +15,01% | +8,26% |

| Ano:               | 2023 | 2024   |
| ------------------ | ---- | ------ |
| Número de pessoas: | 2047 | 2082   |
| Diferença:         |      | +1,70% |